# Rzyszczewko (Polanów)
Rzyszczewko anhörenⓘ (deutsch Klein Ristow, Kreis Schlawe) ist ein Dorf in der polnischen Woiwodschaft Westpommern und gehört zur Stadt- und Landgemeinde Polanów (Pollnow) im Powiat Koszaliński (Köslin).

## Geographische Lage
Rzyszczewko (nicht zu verwechseln mit dem 20 Kilometer entfernten gleichnamigen Dorf bei Sławno) liegt in Hinterpommern, drei Kilometer östlich von Bukowo ((Wendisch) Buckow).

## Ortsname
Ursprünglich hieß das Dorf im Deutschen Ristow; erst später  wurde es in Klein Ristow umbenannt, wohl zur Unterscheidung vom anderen Ristow im Schlawer Kreis. Im Polnischen wäre heute die Verwirrung wieder da, würde man nicht zwischen Rzyszczewo (ehem. Ristow bei Schlawe) und Rzyszczewko (ehemals Neu Ristow, Kreis Schlawe) im heutigen Powiat Sławieński und unserem Rzyszczewko (ehemals Klein Ristow, Kreis Schlawe) im heutigen Powiat Koszaliński differenzieren können.

## Geschichte
Das später aufgesiedelte Gutsdorf ist seit der zweiten Hälfte des 17. Jahrhunderts bis etwa 1880 als Vorwerk von Kummerow (heute polnisch: Komorowo) nachweisbar und wird zeitweise auch als Schäferei bezeichnet. Die ursprüngliche Anlage des Gutshofes ist noch klar erkennbar: an der Südseite der an der Dorfstraße später errichteten Gehöfte.
1928 wurde das Gut in vier Höfe aufgeteilt. Besitzer war früher die  Familie Podewils  auf Krangen, die es Mitte des 19. Jahrhunderts verkaufte. Das Gut hatte danach verschiedene Besitzer, so auch 1907 bis 1914 den Grafen Leopold von Baudissin, bis es zuletzt dann Rudolf Ziesing aufsiedeln ließ.
Vor 1945 war Klein Ristow eine Ortschaft der Gemeinde Buckow, die bis 1937 Wendisch Buckow hieß. Es lag im Landkreis Schlawe i. Pom. im Regierungsbezirk Köslin der  Provinz Pommern.
Am 27. Februar 1945, kurz vor Einmarsch der Roten Armee, flüchteten die Bewohner gemeinsam im Treck in Richtung Westen. Sie gelangten bis an die Oder, wo sie sich nur mit dem nötigsten Gepäck und unter Zurücklassung der Fuhrwerke an die westliche Seite des Flusses  durchschlagen konnten. Nach Kriegsende wurde Klein Ristow zusammen mit ganz Hinterpommern unter polnische Verwaltung gestellt. Bevölkerungsteilen aus Hinterpommern, die über die Oder geflüchtet waren, wurde damals die Rückkehr in ihre Heimatorte und in ihr  Besitztum von den polnischen Behörden verweigert.
In Klein Ristow siedelten sich Polen an. Klein Ristow wurde von den Polen in Rzyszczewko umbenannt.  Die Ortschaft wurde  – zusammengelegt mit Bukowo als Bukowo-Rzyszczewko – ein Ortsteil der Stadt- und Landgemeinde Polanów im Powiat Koszaliński der Woiwodschaft Westpommern (bis 1998 Woiwodschaft Koszalin).

## Kirche
Klein Ristow hatte (und hat bis heute) keine eigene Kirche. Die überwiegend evangelischen Klein Ristower gehörten vor 1945 zur Kirchengemeinde Kummerow (Komorowo) im Kirchspiel Krangen. Es lag im Kirchenkreis Schlawe der Kirche der Altpreußischen Union. Letzter deutscher Geistlicher war Pfarrer Wilhelm Vedder.
Heute sind die Einwohner von Rzyszczewko fast ausnahmslos römisch-katholischer Konfession. Das Dorf gehört nun zur Parochie Bukowo Polanowskie im Dekanat Polanów im Bistum Köslin-Kolberg der Katholischen Kirche in Polen.

## Schule
Die Kinder aus Klein Ristow besuchten vor 1945 die Schule in (Wendisch) Buckow, die dort – für sie verkehrsgünstig – an der Straße nach Bosens (Bożenice) lag.

## Verkehr
Die Ortschaft ist über die Nebenstraße von Sławno über Lejkowo (Leikow) nach Jacinki (Jatzingen) erreichbar. Bis 1945 war Buckow die nächste Bahnstation an der Kleinbahnstrecke Schlawe–Pollnow–Sydow der Schlawer Bahnen.